# Эльблонг
Э́льблонг (пол. Elblągо файле [ˈɛlblɔŋk], ранее Э́льбинг, нем. Elbingо файле [ˈɛlˌbɪŋ]) — город в Варминьско-Мазурском воеводстве Польши.
Город расположен на одноимённой судоходной реке (18 км), вытекающей из озера Друзно и впадающей в Калининградский залив, поблизости от границы с Россией (Калининградская область). Породнен с городами Калининград и Балтийск. Река Эльблонг является частью системы Эльблонгского канала (ранее Эльбинг-Оберландский канал). Население города — 127,9 тыс. жителей (2006 год).

## История
Основан в устье Эльблонга крестоносцами (в другом источнике любекцами) в 1237 году под германизированным названием Эльбинг ниже по течению от более древнего города, который принято отождествлять с варяжским Трусо (что близ озера Друзно в верховьях реки Эльблонг).
Существует версия (например, у Хофманна) о связи гидронима Эльблонг с этнонимом гельвиконы (одного из племён объединения лугиев).
При основании относился к Погезании, тогдашней части государства Тевтонского ордена.
Статус города получил в 1246 году по Любекскому праву.
В 1360 году из-за чумы погибло 13 тыс. жителей Эльбинга (90 % населения).
Исторически прусский (уже в немецком смысле) город, Эльбинг был центром прусской Помезании.
С 1440 года город состоял в Прусском союзе, который в 1454 году поднял восстание против Тевтонского ордена.
По итогам последовавшей Тринадцатилетней войны, с 1466 года Эльблонг вошёл в состав Королевства Польши как часть её провинции под названием Королевская Пруссия.
28 августа 1710 года крепость Эльбинг, где было 900 человек шведского гарнизона по приказу Петра Первого генерал-майору Ностицу была взята приступом. Шведский гарнизон сдался, было захвачено 260 пушек. Бригадир Фёдор Балк был назначен комендантом при 200 человек гарнизона. В 1712 году крепость пришлось уступить шведам.
С 1772 года по итогам Первого раздела Речи Посполитой город входил в состав Прусского королевства, а затем Германской империи, Веймарской республики и нацистской Германии.
На начало XX столетия Эльбинг был городом и портом в провинции Западная Пруссия Прусского королевства, в нём проживало 52 510 человек. В городе было развито машино- и судостроение (локомотивы, сельскохозяйственные машины, миноносцы), торговля хлебом, лесом, углём, льном, маслом, рыбой. В 1925 году население города составляло 67 878 жителей. К этому времени Эльбинг был железно-дорожным узлом на линии Берлин — Кёнигсберг, имел аэропорт. В 1937 году город входил в округе Данциг.
С началом Второй мировой войны предприятия города были переориентированы на выпуск продукции военного назначения. В 1942 году в Эльбинге началось производство 105-мм дивизионных гаубиц обр.18.
23 января 1945 года в ходе Млавско-Эльбингской операции в город вошли части красной армии. После окончания войны город, по решению Потсдамской конференции, вошёл в состав Польши. Новое польское население в значительной мере состояло из поляков, переселённых из Советского Союза.
C 1975 по 1998 год Эльблонг был столицей Эльблонгского воеводства.

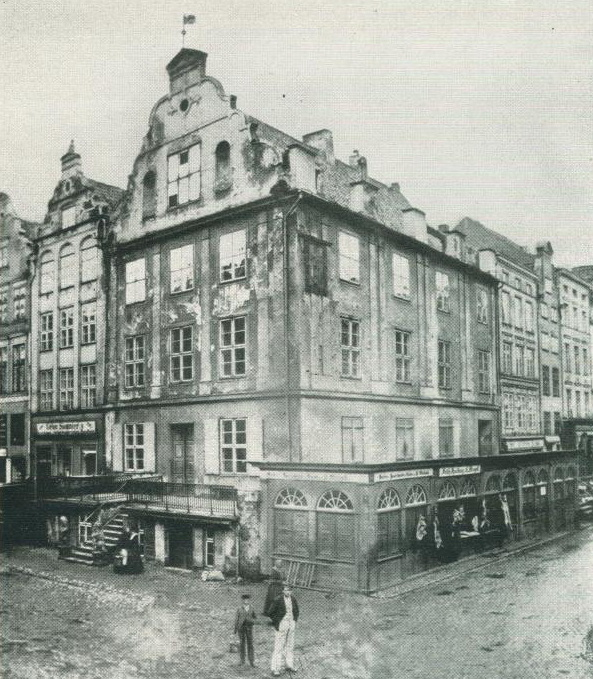
Двор Артуса до реконструкции 1879 года.
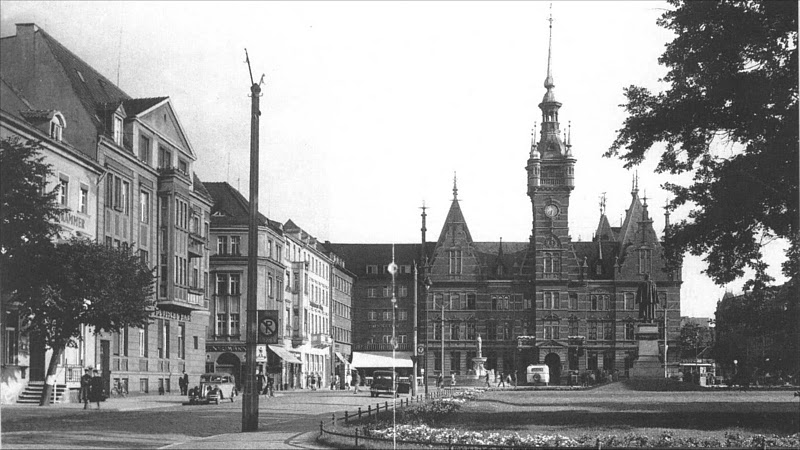
Фридрих-Вильгельм-Плац (ныне Славянская площадь) с ратушей, около 1930 года.
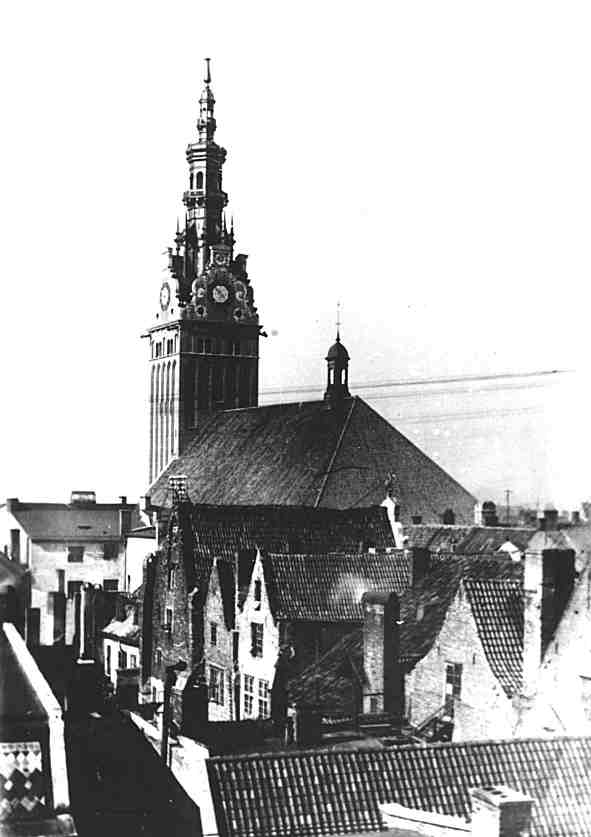
Вид на собор святого Николая, до 1945 года.
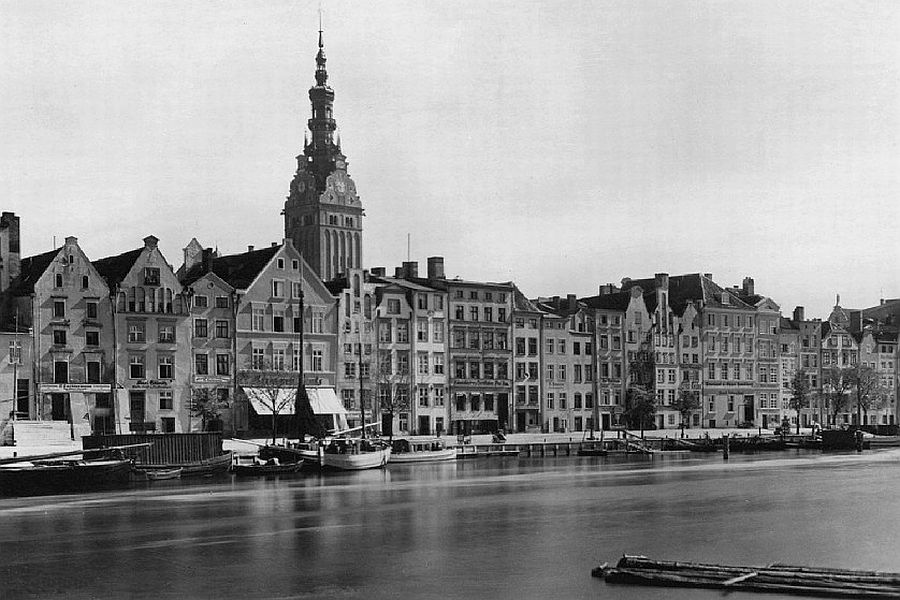
Бульвар Сигизмунда Августа, около 1930 года.

## Экономика
Эльблонг является крупным центром тяжёлой промышленности (производство турбин, винтов для судов), пищевой промышленности (пивоваренный завод), туризма (Эльблонгский канал с его знаменитыми шлюзами).
Самое большое развитие экономики наблюдалось в период с 1 июня 1975 года по 31 декабря 1998 года, когда город был центром Эльблонгского воеводства. В те годы население сильно росло.

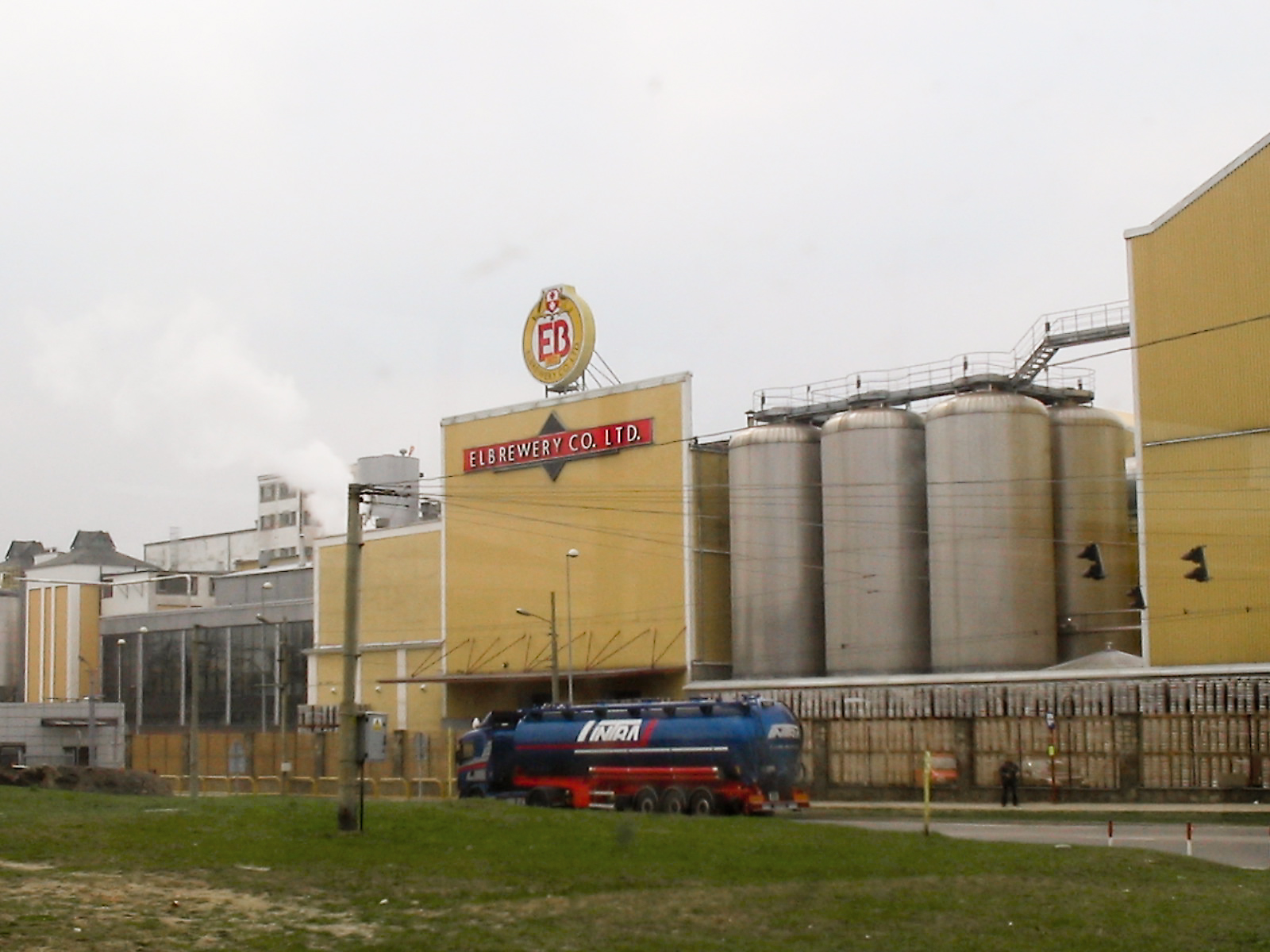
Пивоварня Elbrewery (группы компаний «Żywiec»)

Является важным транспортным узлом. С этим связаны значительные инвестиции: недавно введен в эксплуатацию узел Эльблонг-Восток, значительно сокративший путь из Варшавы и Гданьска в Эльблонг и Калининград (так называемая Берлинка, в настоящее время скоростное шоссе S22 Эльблонг — Гжехотки, до границы с Калининградской областью и погранперехода Гжехотки — Мамоново II, открытое в 2010 году). Это кратчайший путь с запада на восток Европы. Ведётся строительство трассы Эльблонг-Восток — Язово в направлении Гданьска. Благодаря грантам Европейского Союза строятся морской порт, трамвайная сеть и восстановлен Старый город.
Эльблонг является одним из хорошо сохранившихся в археологическом плане польских городов, поэтому его городской музей имеет ряд уникальных экспонатов (например, средневековый лифт).

## Население
Эльблонг официально не делится на административные районы, хотя исторически в нём неофициально выделяются Старый город (пол. Stare Miasto), Центр (пол. Śródmieście — Средместье) и ещё 14 районов на юге города, а также 13 районов и городской парк Бажантарня (пол. Bażantarnia) в северной части.
* 30.12.2012

## Транспорт

### Железнодорожный транспорт

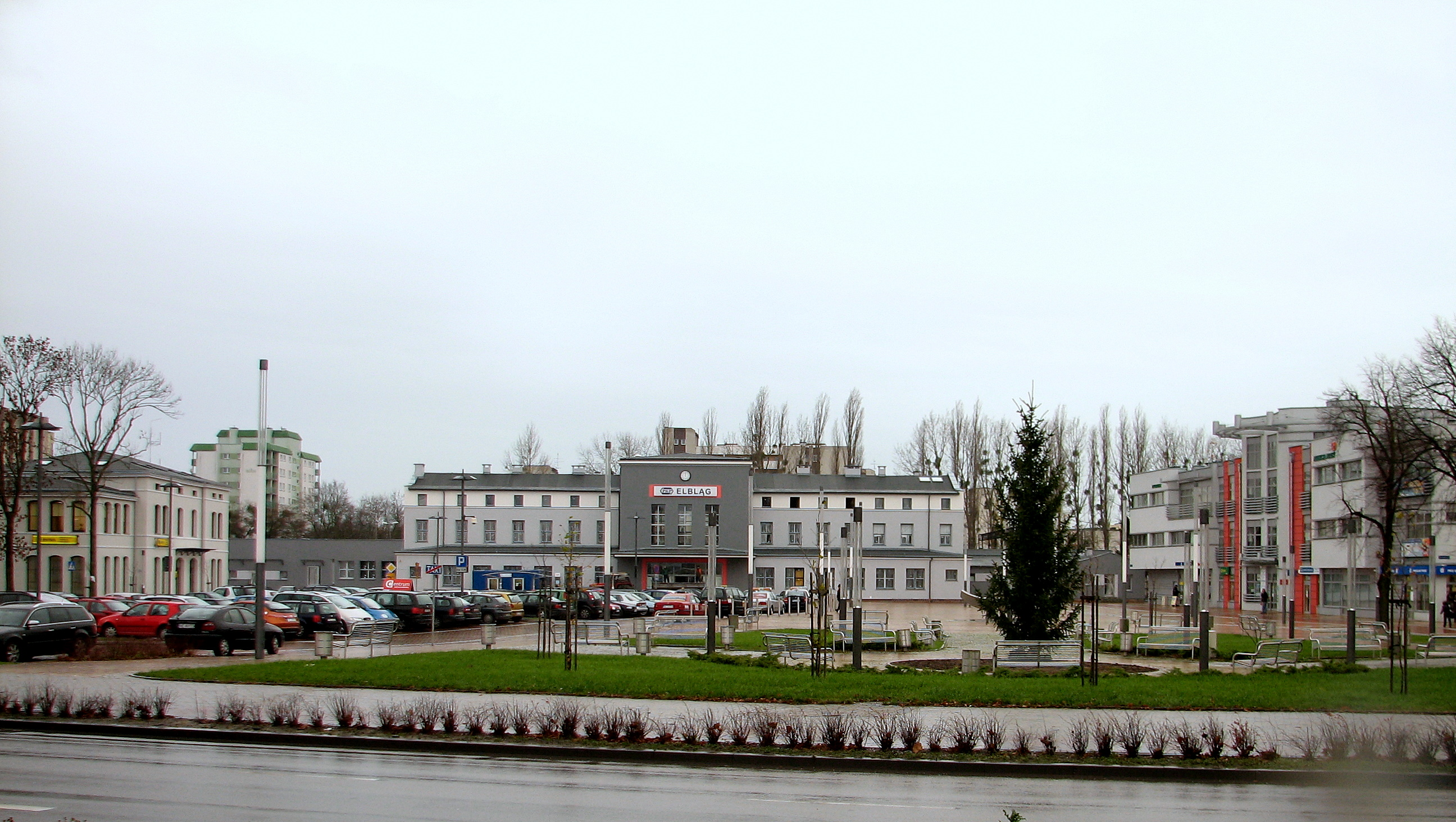
Железнодорожный вокзал Эльблонга

Через город пролегает железная дорога Берлин — Калининград, открытая 19 октября 1852 года. В 1897 году началось строительство железной дороги из Эльблонга в Кёнигсберг, проходящей у Вислинского залива. В мае 1899 года начал действовать участок колеи от Эльблонга до Фромборка, а в сентябре того же года — до Бранёва. В это же время в Эльблонге был открыт железнодорожный вокзал.
Эльблонг имеет железнодорожное сообщение с Гданьском, Слупском, Кошалином, Щецином, Ольштыном (центром воеводства), Белостоком, Мальборком, Берлином (Берлин-Лихтенберг), Сувалками, Калининградом, Варшавой и Катовицами.

### Авиация
Ближайший гражданский аэродром находится в семидесяти километрах от города — в Гданьске (Гданьский аэропорт имени Леха Валенсы).
В пределах города с 1915 года существует травяное поле аэродрома, которое в настоящее[какое?] время используется аэроклубом.

### Водный транспорт
В Эльблонге расположен морской порт, особенность которого состояла в том, что он, как и весь Калининградский (Вислинский) залив, отделён от Балтийского моря Вислинской косой, так что суда, направляющиеся в Балтийское море, были вынуждены проходить через Балтийский пролив, находящийся в территориальных водах России. Режим прохождения судов регулировался специальным контрактом на навигационные права, заключённым между Польшей и Россией.
В этой связи важным проектом для развития региона стало начавшееся в 2019 году строительство морского канала, пересекающего Вислинскую косу около деревни Сковронки Поморского воеводства Польши.
Открытие канала протяженностью 1,3 километра и глубиной 5 метров, состоявшееся 17 сентября 2022 года, позволило судам следовать из Эльблонга в Балтийское море и обратно, не покидая территориальных вод Польши.

### Городской транспорт

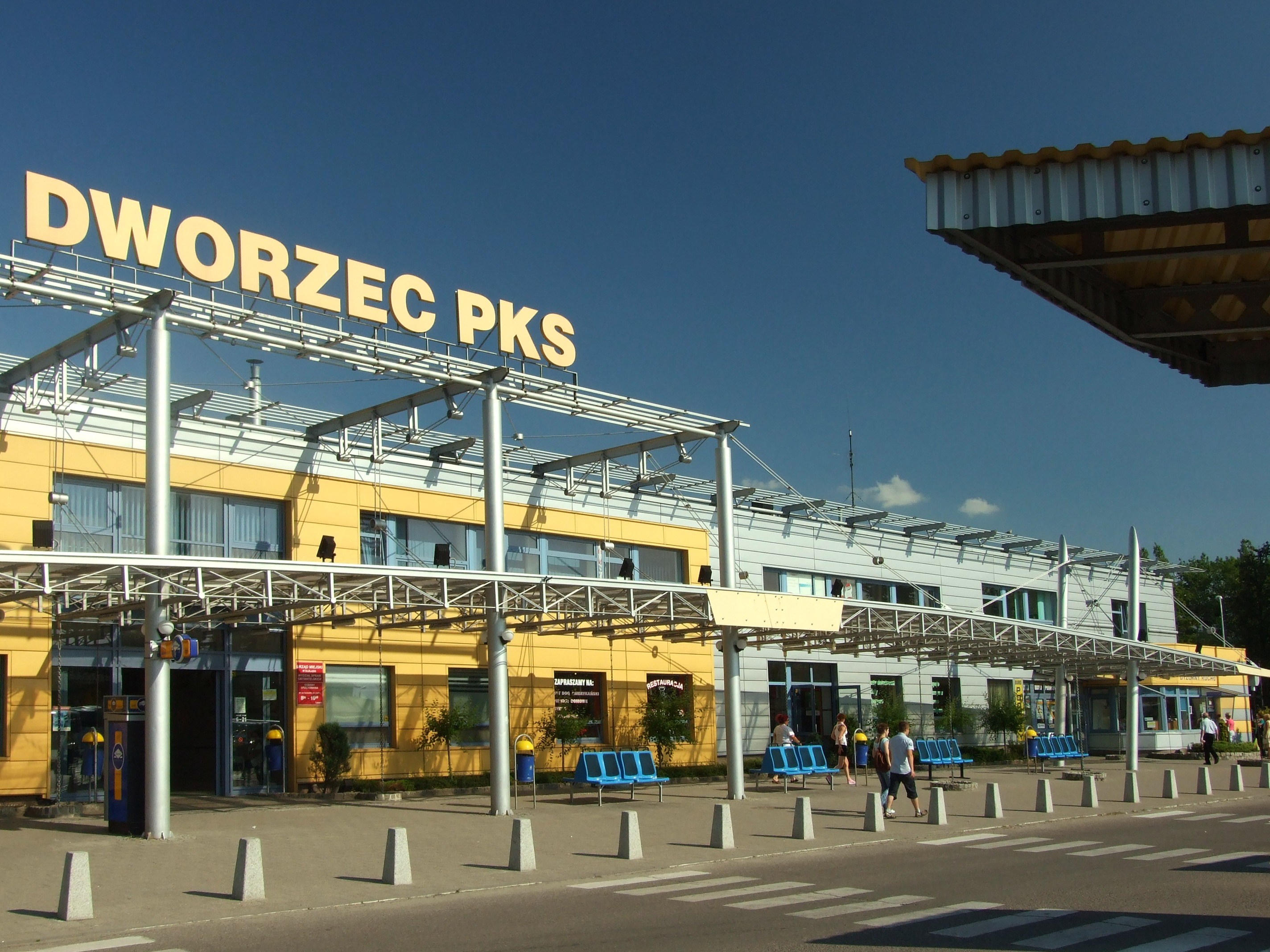
Автовокзал Эльблонга

В Эльблонге действуют 5 трамвайных линий и 21 автобусный маршрут (в том числе шесть пригородных, один сезонный и один ночной — маршрут под номером 100).

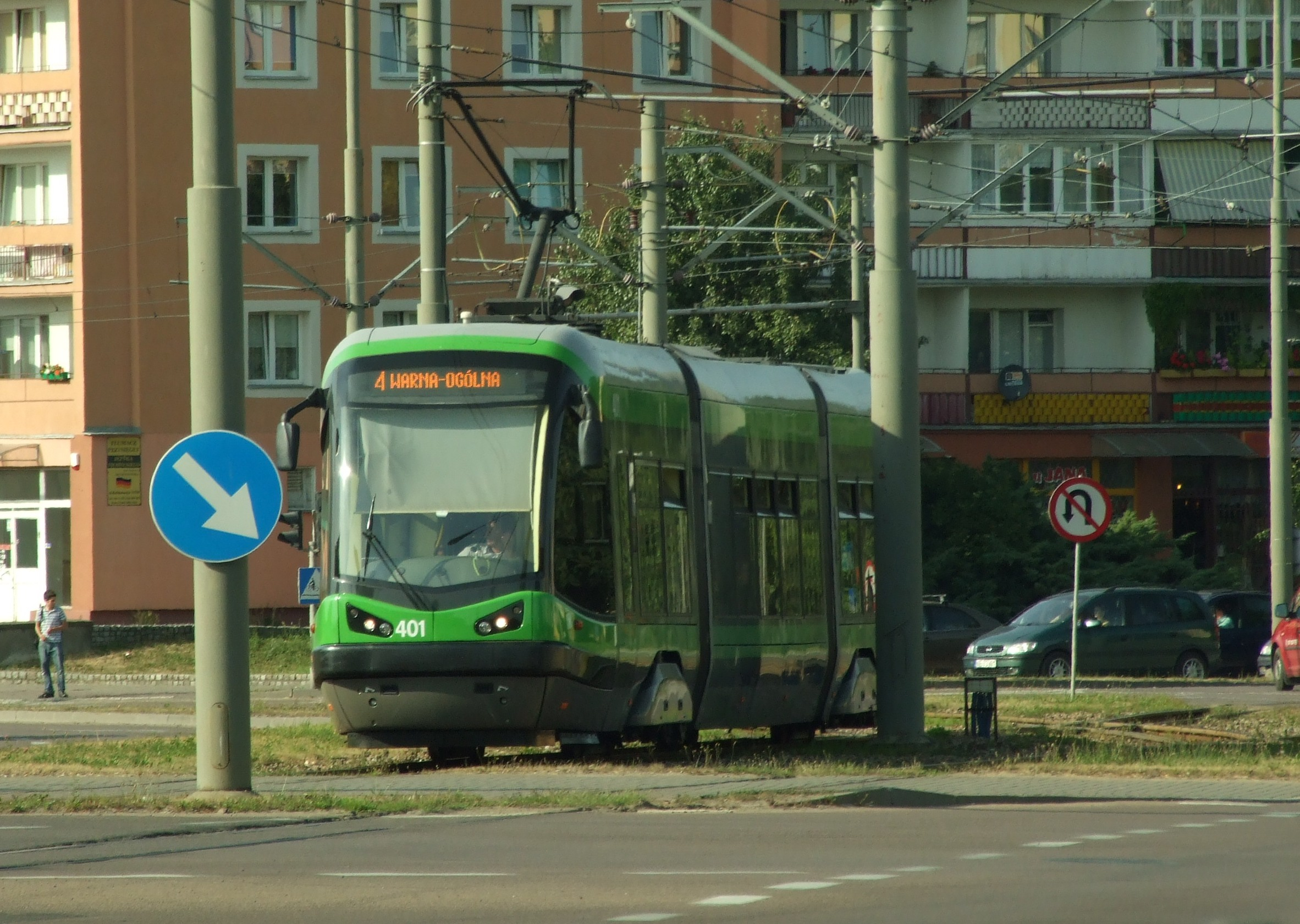
Трамвай на маршруте № 4

Эльблонгские трамваи являются муниципальной собственностью. Трамвайная сеть действует в городе с 1895 года, являясь второй по времени открытия в Польше (после Вроцлава).
В настоящее время трамвайная сеть города состоит из пяти линий, четыре из которых работают ежедневно, а одна — только по будним дням. Общая длина путей — 32 километра. Ширина трамвайной колеи — 1000 мм. В отличие от многих других городов, в Эльблонге планируется расширений трамвайной сети (на 13 километров к 2013 году).

## Воинские части
В городе и его окрестностях расположены следующие войсковые части Войска Польского:
- 13-й Эльблонгский полк ПВО
- 16-й Жулавский ремонтный батальон
- 16-й батальон управления имени Земли Эльблонгской
- 16-я рота химической защиты имени Казимира Ягелло
- 14-й батальон по ремонту аэродромов

## Достопримечательности
- Кафедральный собор святого Николая (XIII—XV века), перестроен после пожара, вызванного молнией 26 января 1777 года, в интерьере позднеготические триптихи, готические деревянные статуи апостолов в нефе, бронзовая крестильня 1387 года, готический реликварий Святого Креста, надгробия с середины XIII века
- Ярмарочные ворота 1309 года с остатками городских укреплений
- Эльблонгский канал
- Церковная дорога в Старом городе
- Доминиканский костёл Успения XIII—XVI веков (ныне галерея «El»), частично разрушенный в 1945 году, реконструирован в 1960-х
- Костёл св. Адальберта 1906 года
- Госпитальный костёл Божьего Тела XIII—XV веков
- Костёл Святого Духа XIV века
- Костёл св. Антония XIV века
- фахверховый костёл блаженной Доротеи XVIII века
- Дворец Августа Аббега
- Городской музей
- Пострадавший в 1945 году комплекс бывшего замка и строений в стиле поздней готики, Ренессанса и маньеризма
- Арт-центр «Галерея „Эль“»
- Башня Бисмарка (1904 года, разрушена в 1946 году)
- Площадь Жертв Эльблонгского дела[пол.] (названа в память жертв репрессий 1949 года)
- Памятник борцам с коммунистическим режимом в 1970-х годах
- Синагога (1824 года, разрушена нацистами в 1938 году во время «Хрустальной ночи»)
- Советское воинское кладбище (на кладбище захоронен 2731 советский воин)

## Галерея

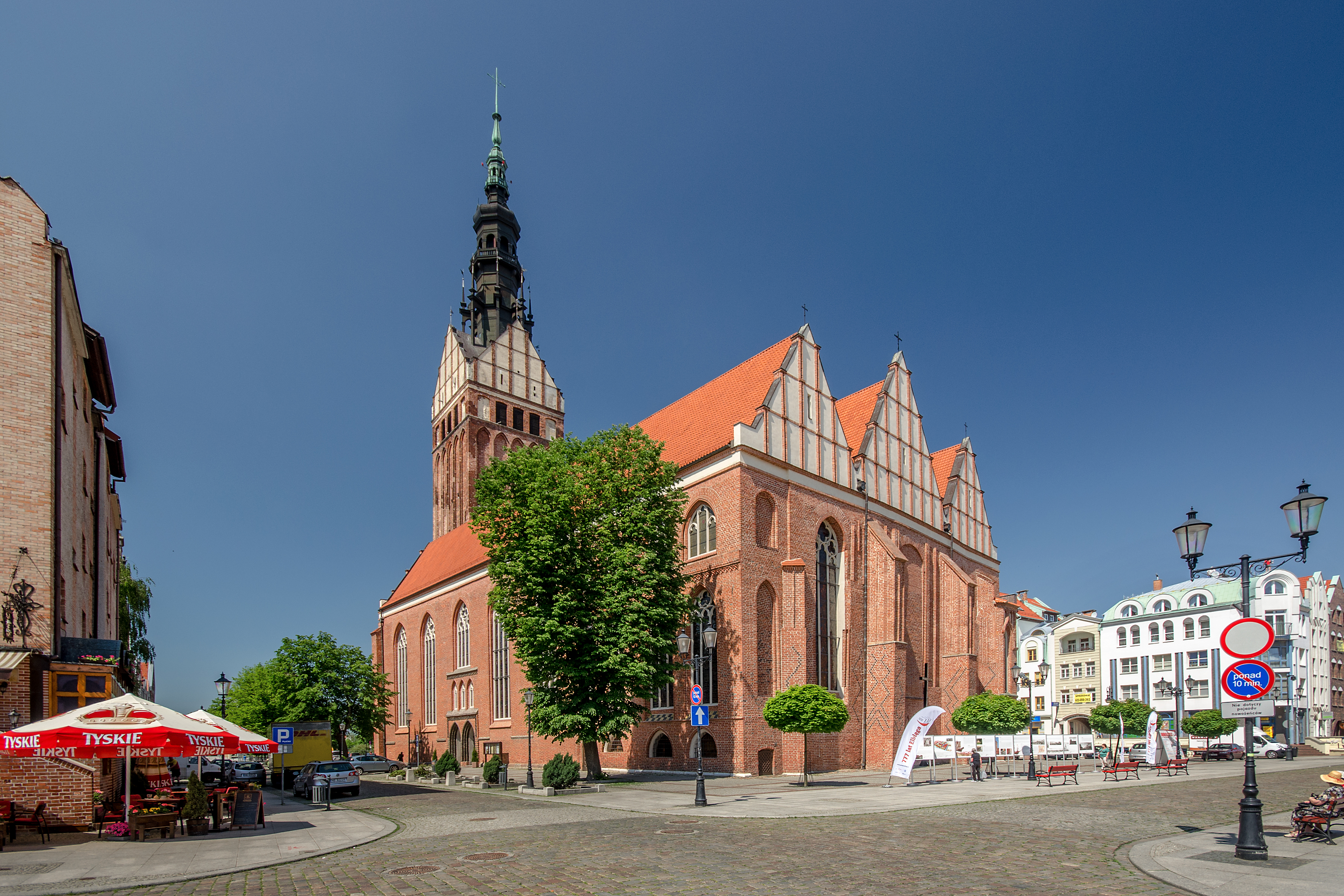
Кафедральный собор святого Николая
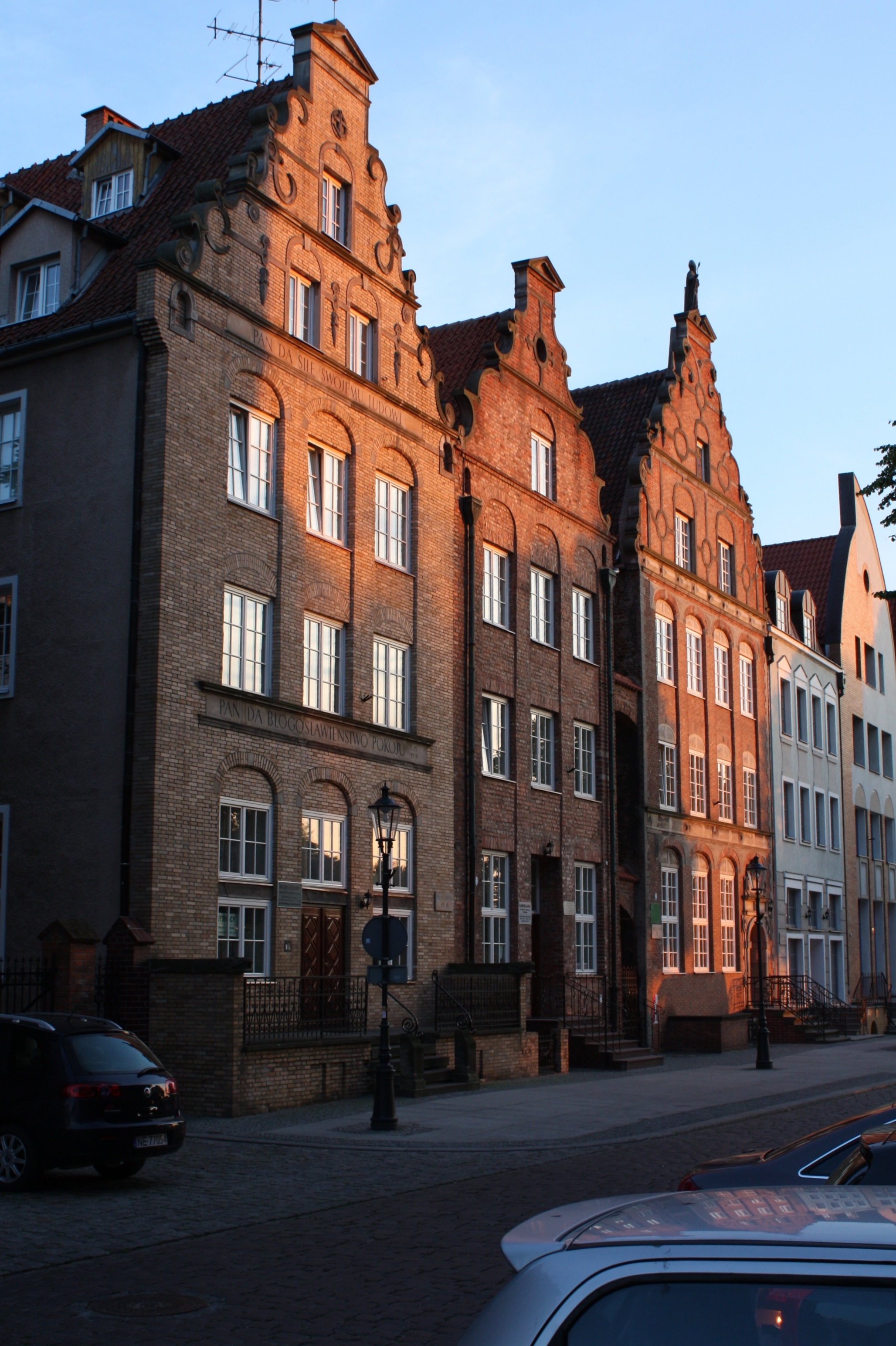
Старинные дома на улице Святого Духа в Эльблонге
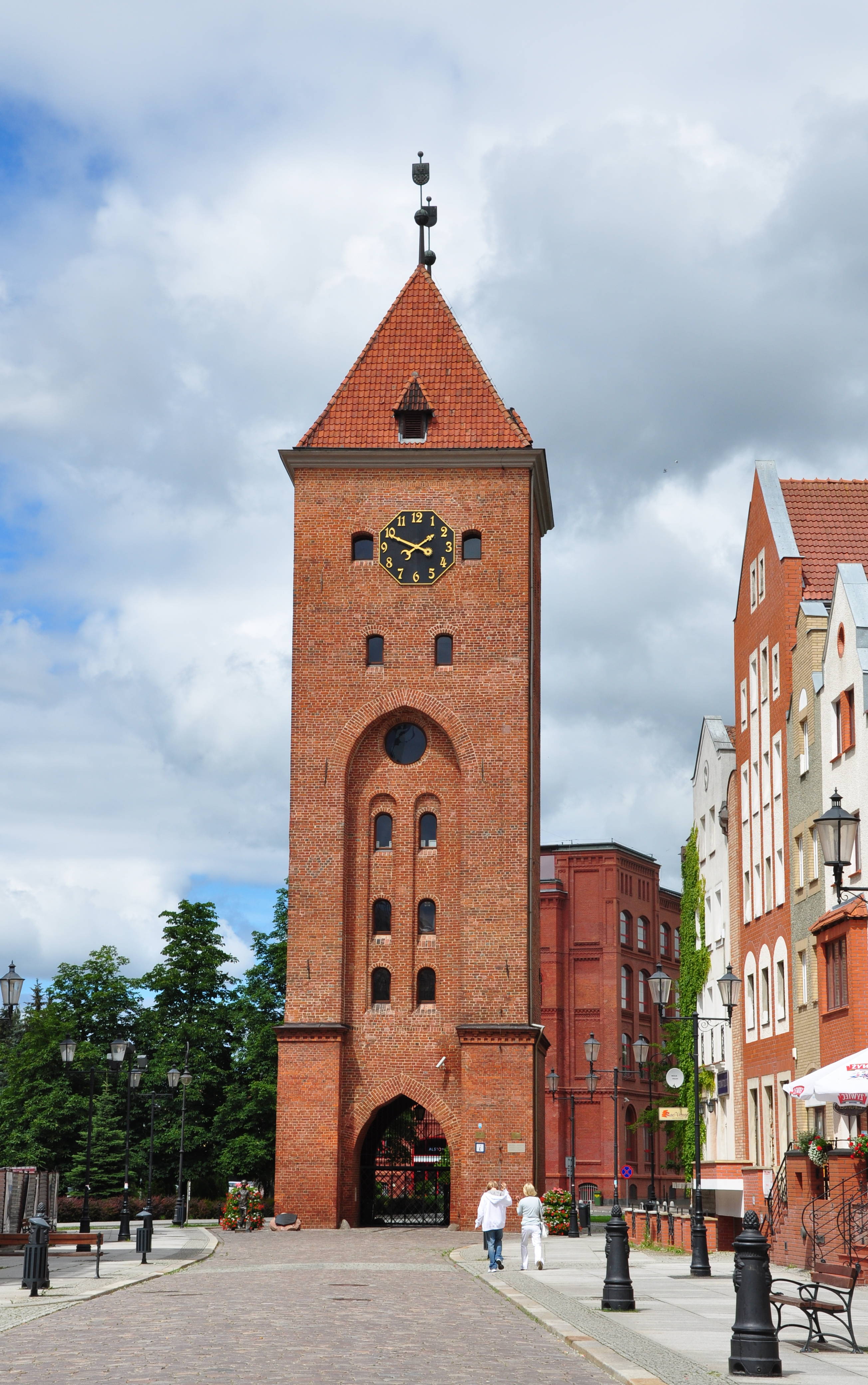
Ярмарочные ворота в Эльблонге
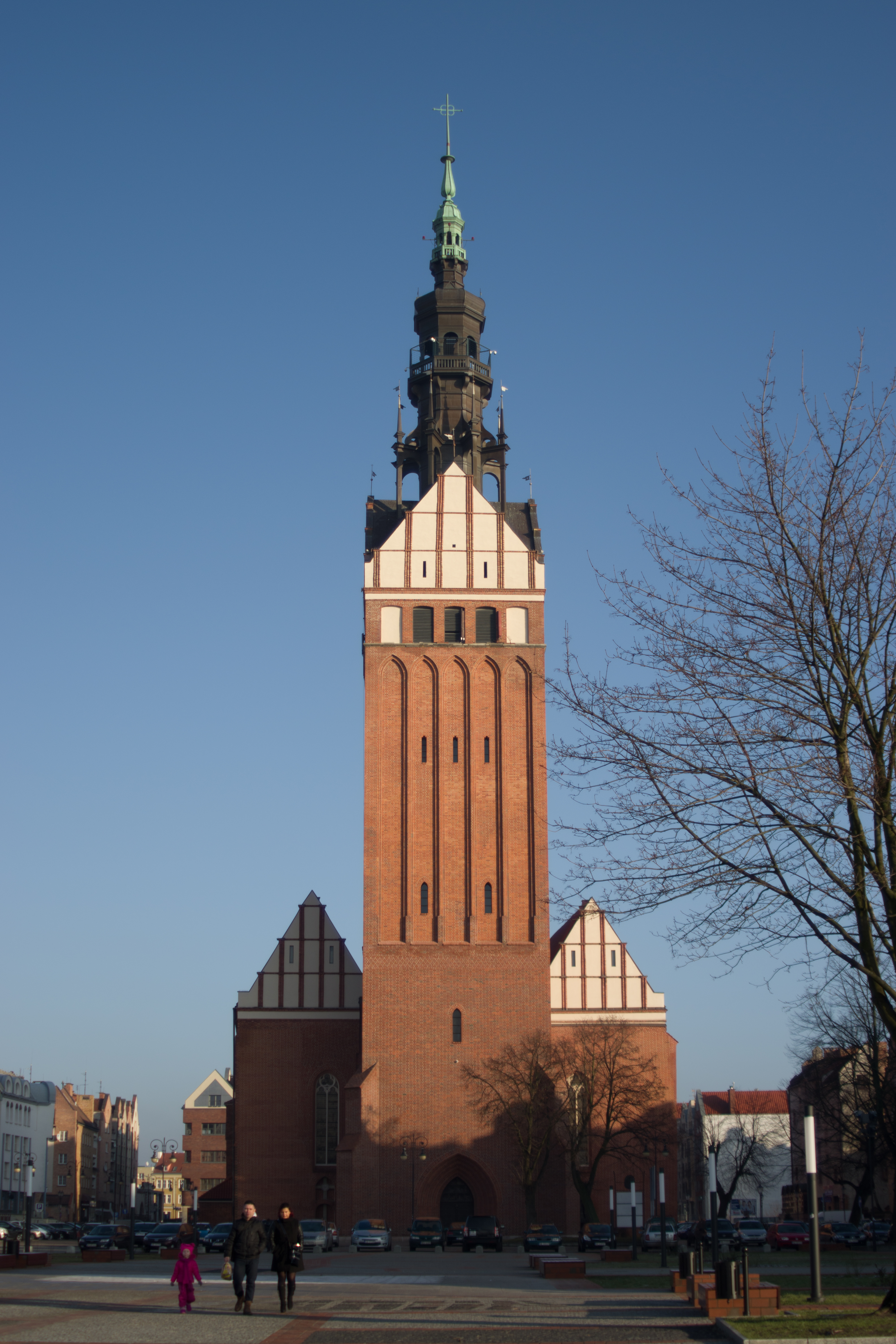
Кафедральный собор святого Николая
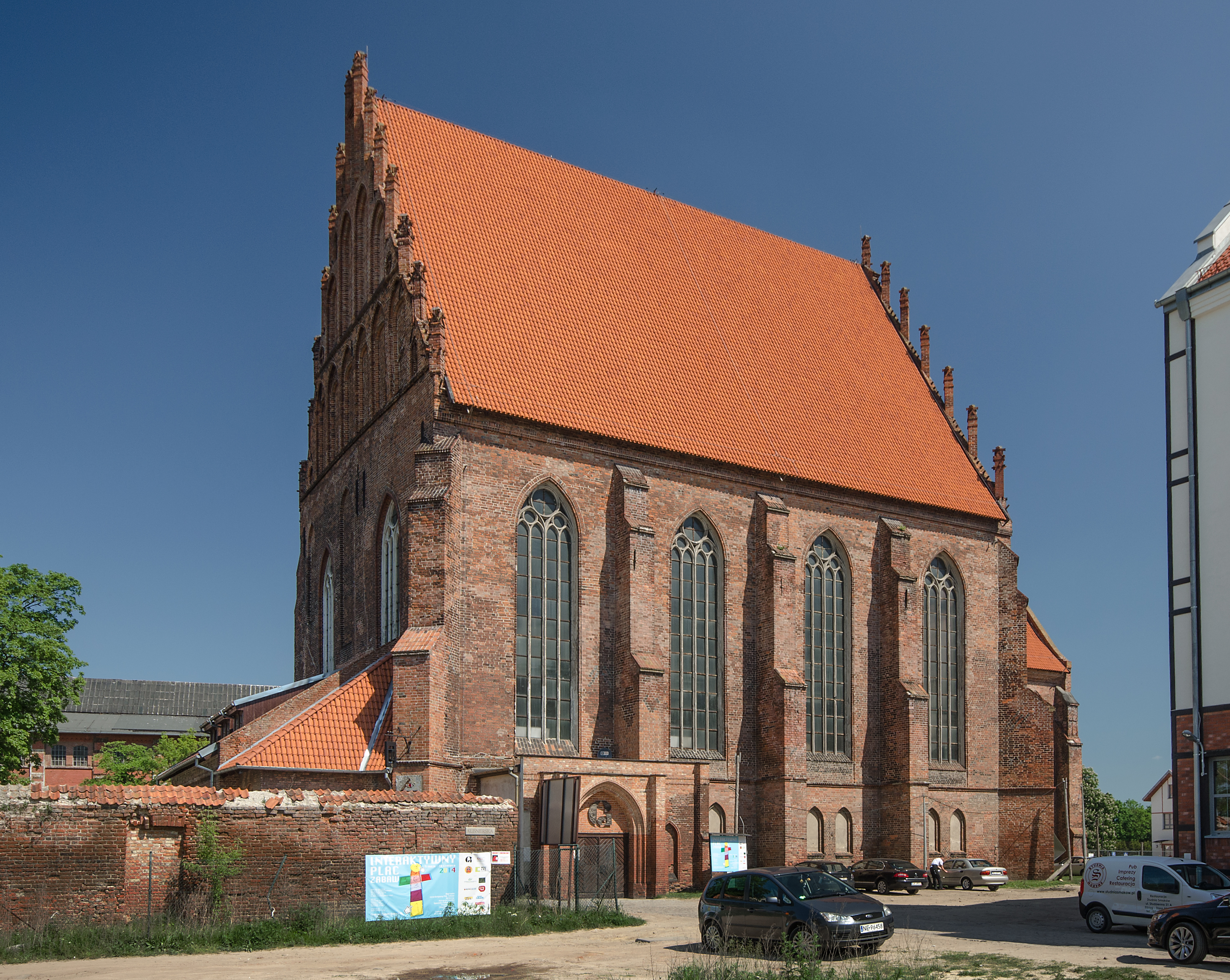
Костёл Святой Девы Марии
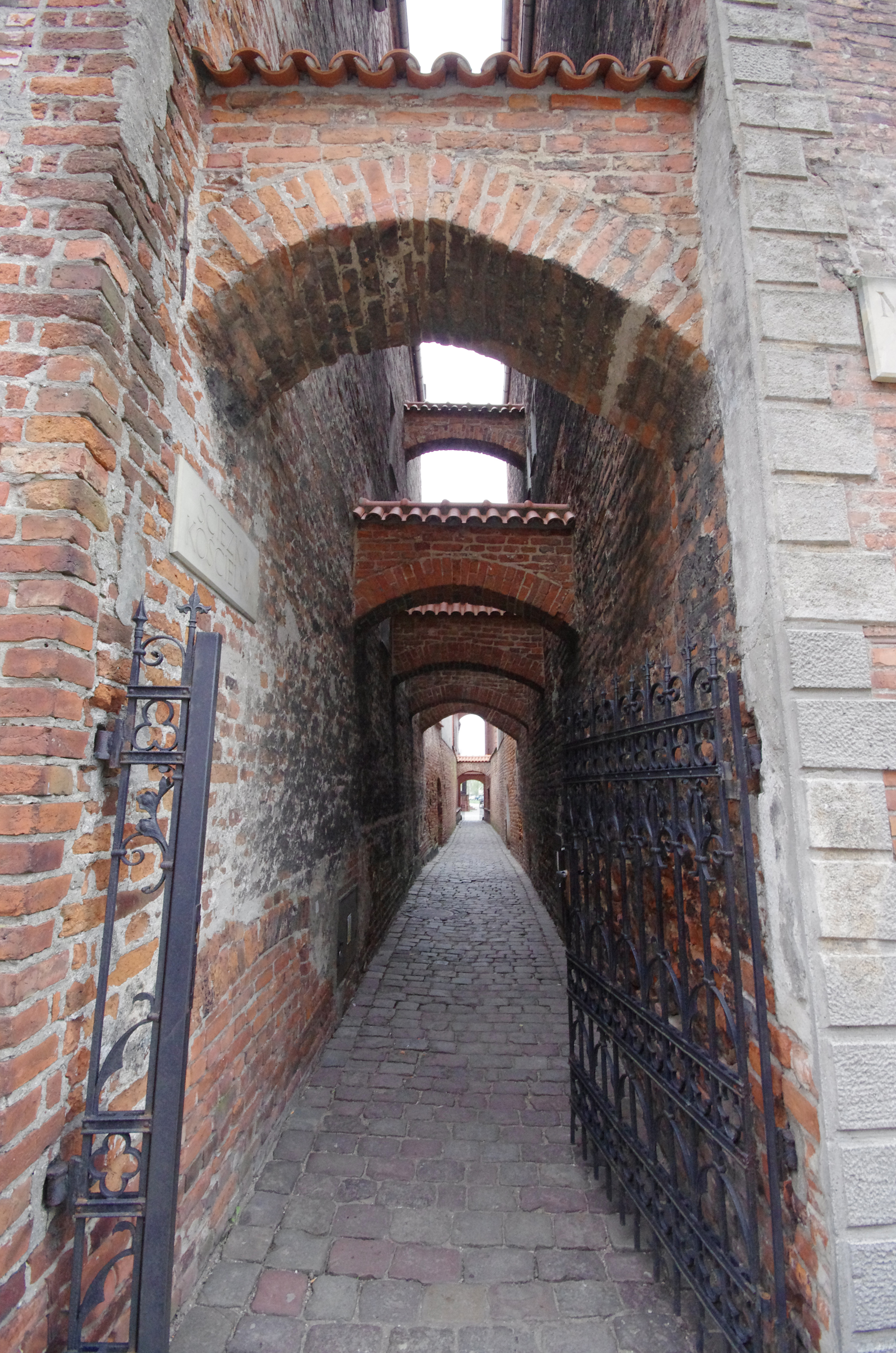
Церковная улочка
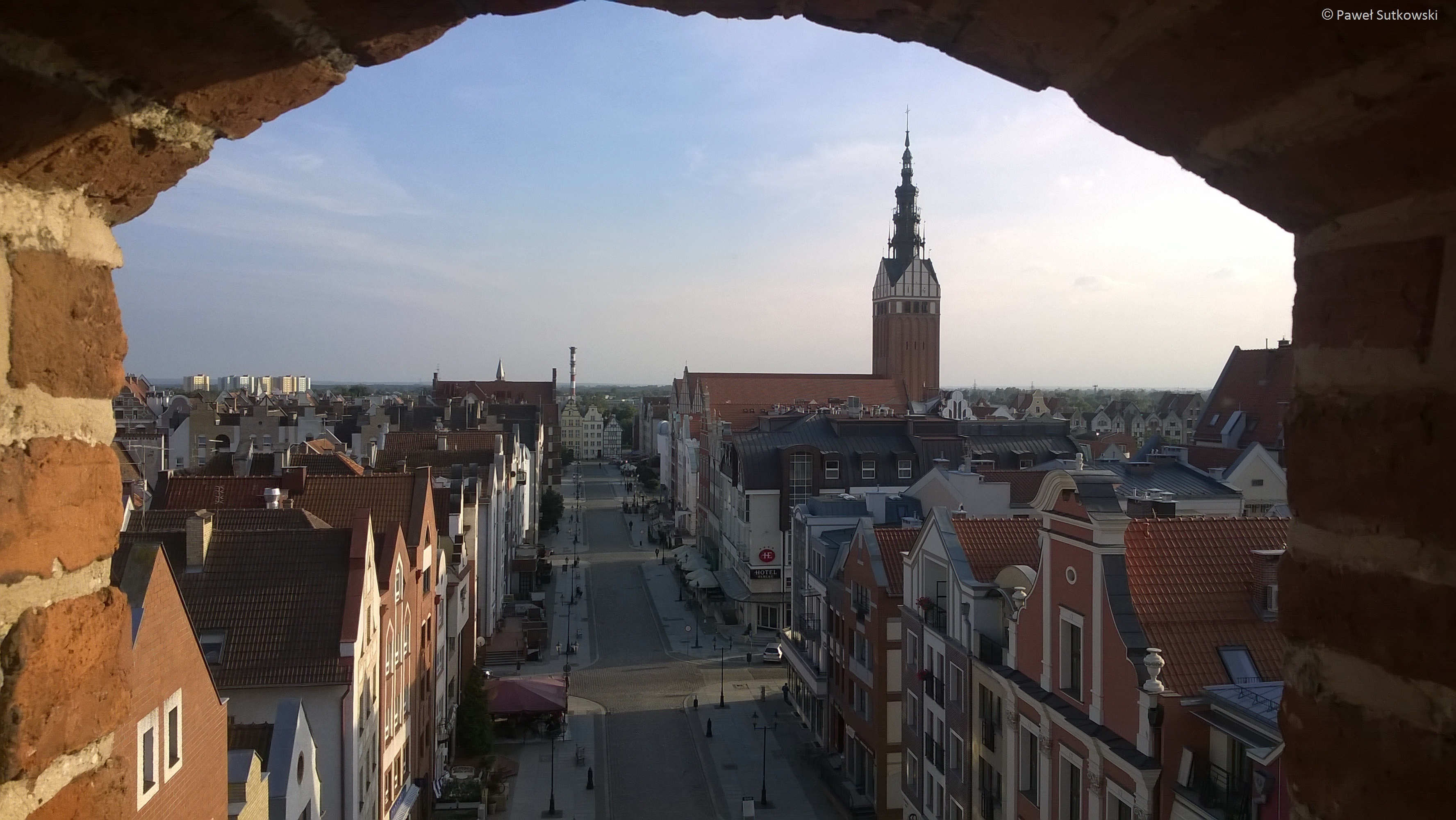
Вид на Старый город
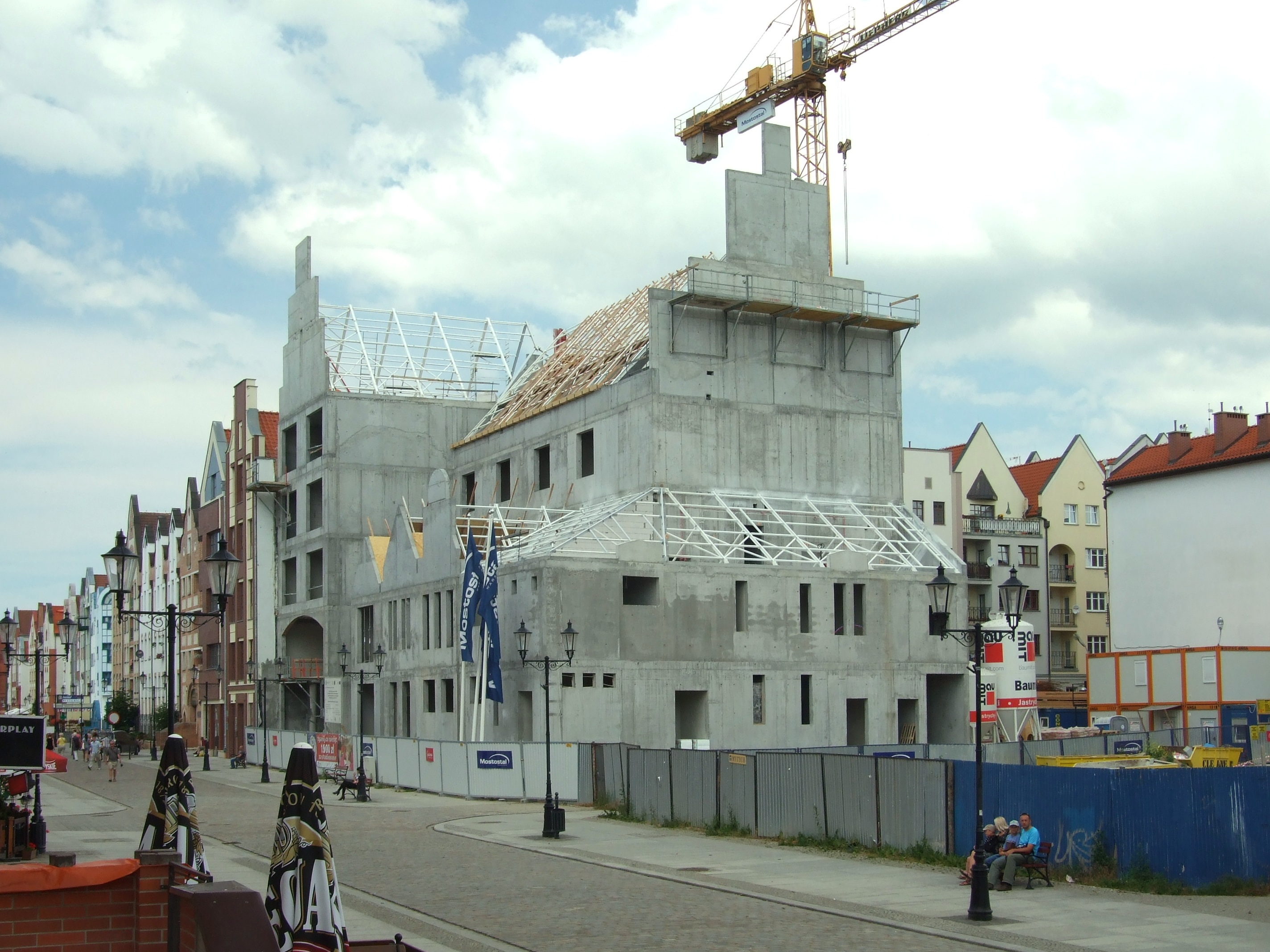
Строительство в районе Старого рынка
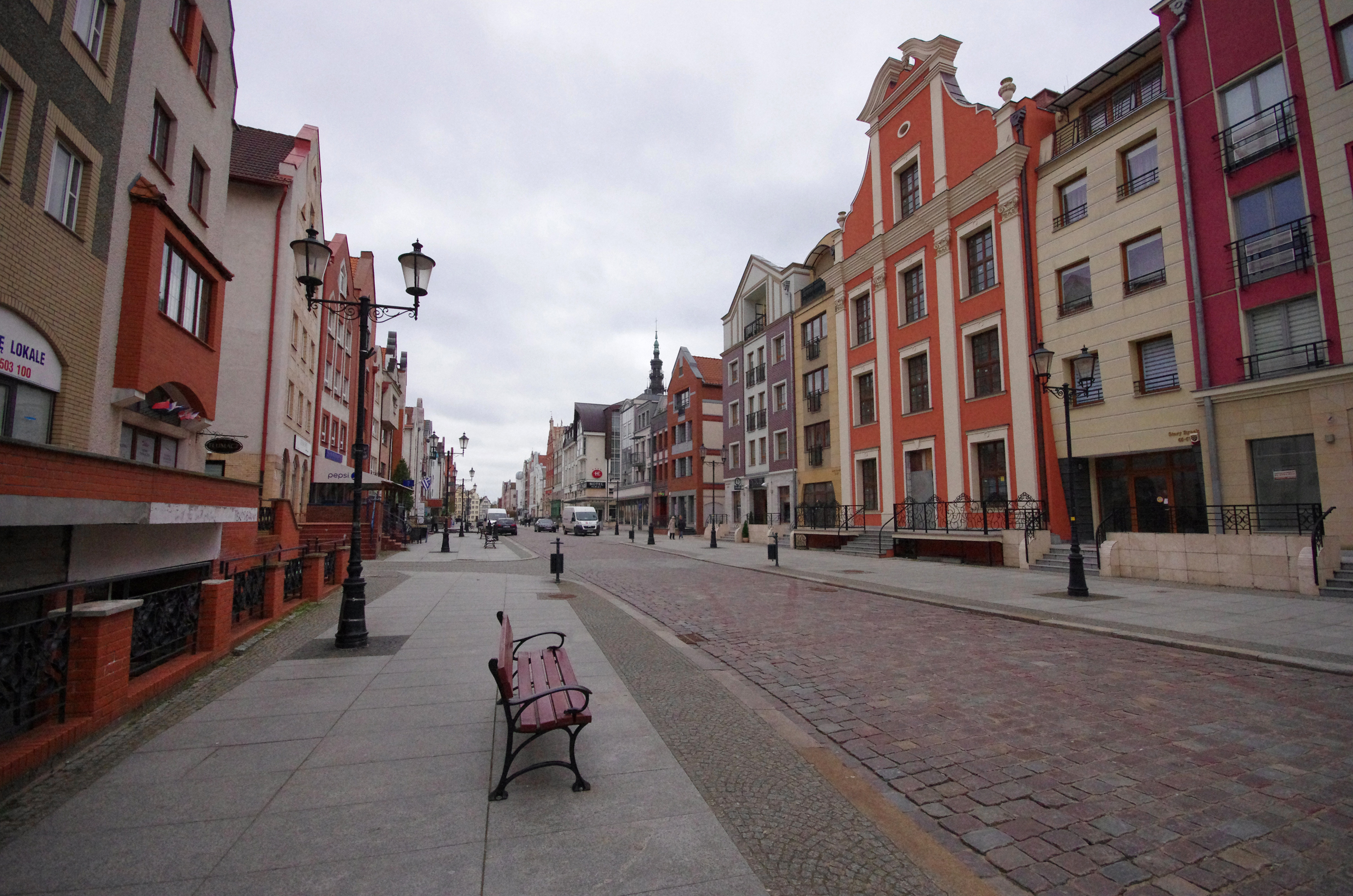
Реконструированная улица в районе Старого рынка
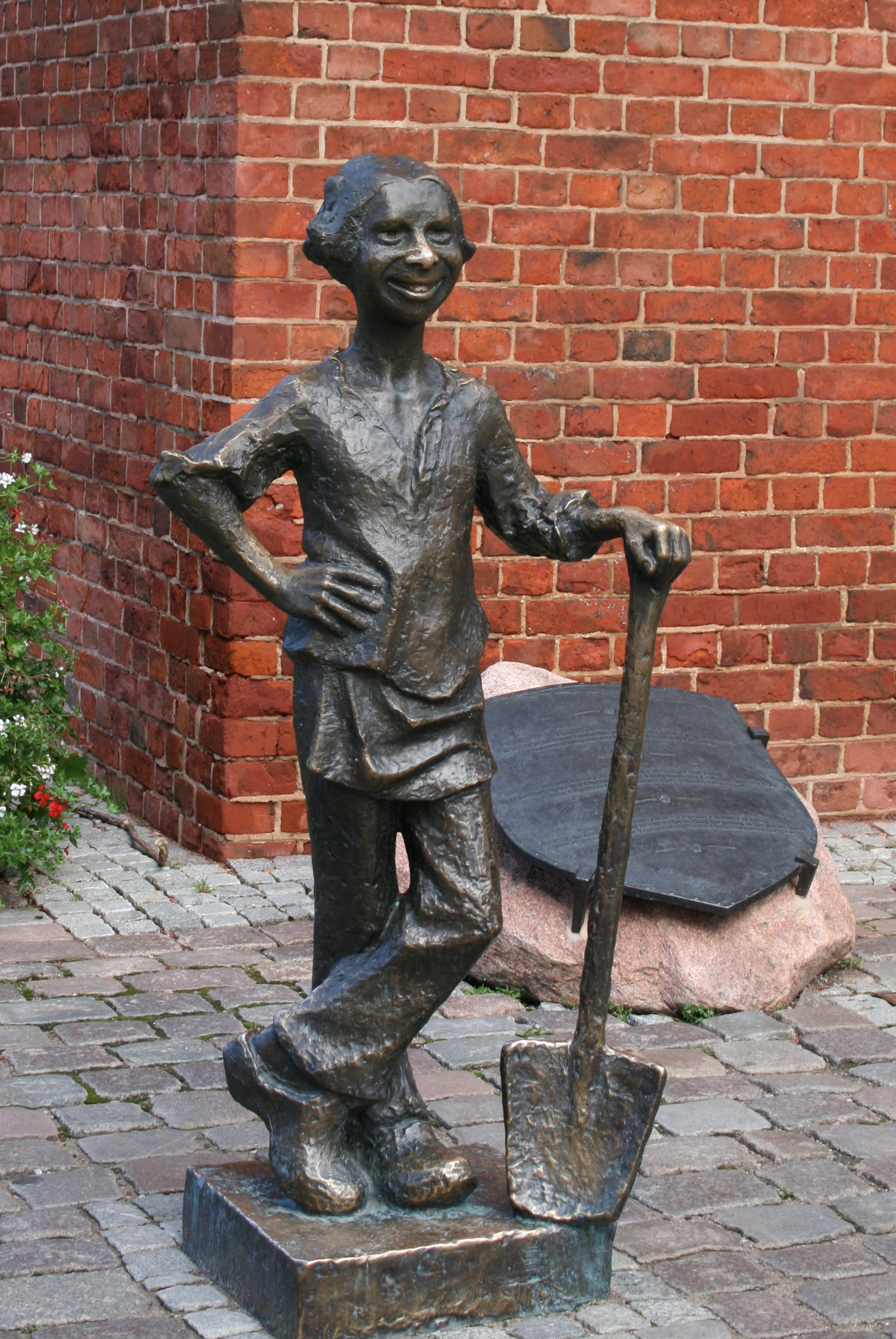
Памятник юному пекарю — легендарному защитнику города от тевтонских рыцарей
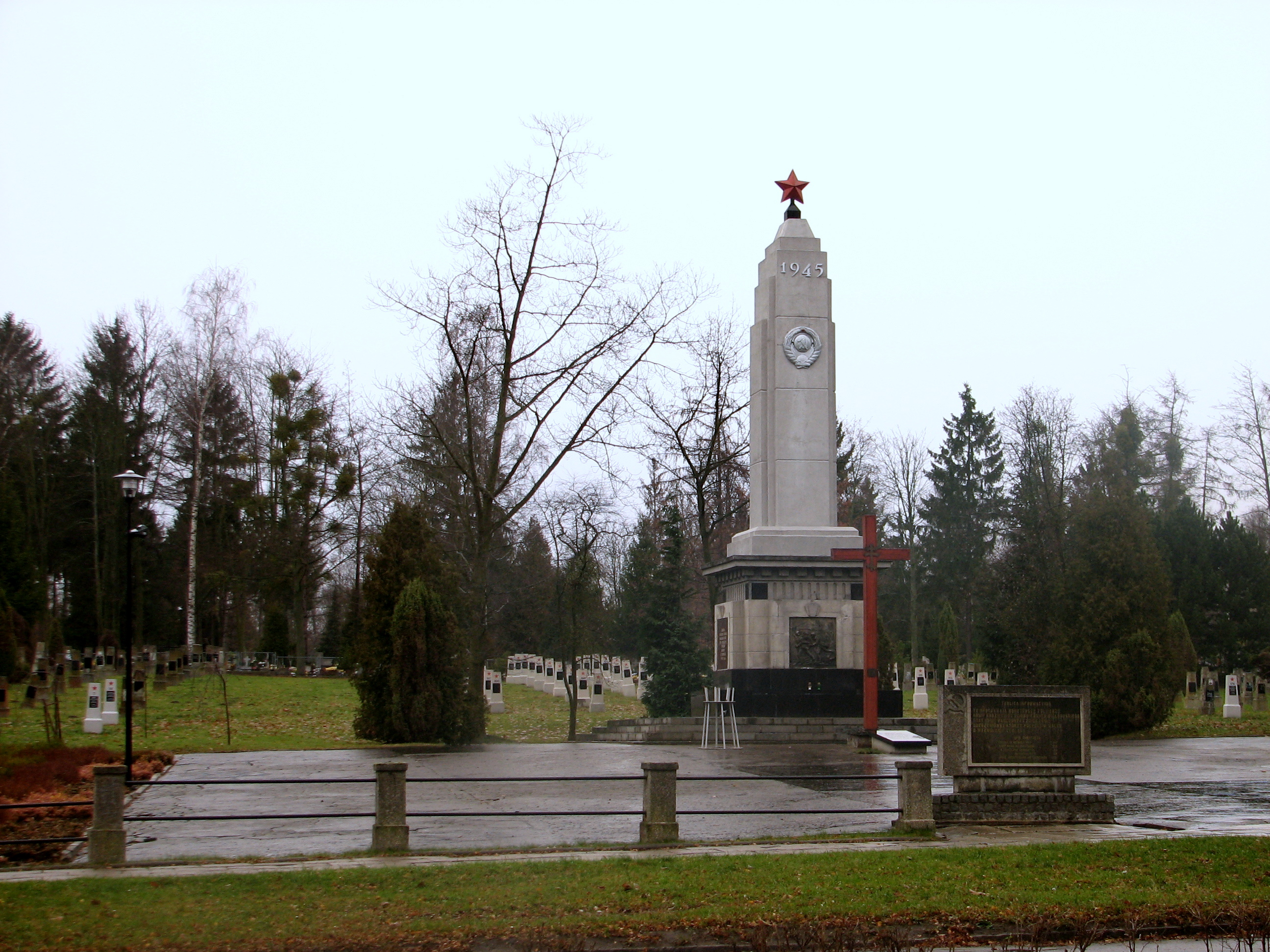
Памятник на Советском воинском кладбище в Эльблонге

## Города-побратимы
- Калининград, Россия
- Балтийск, Россия
- Новы-Сонч[15], Польша
- Лер, Германия
- Роннебю, Швеция
- Новогрудок, Белоруссия
- Нарва, Эстония
- Друскининкай, Литва
- Тернополь, Украина
- Лиепая, Латвия
- Компьень, Франция
- Троубридж, Великобритания
- Кокимбо, Чили
- Баоцзи, Китай
- Тайнань, Тайвань

## Топографические карты
- Лист карты N-34-XIV Эльблонг. Масштаб: 1 : 200 000. Состояние местности на 1971-1984 год. Издание 1987 г.